# Gustav Herglotz
Gustav Herglotz (Volary, 2 de fevereiro de 1881 — Göttingen, 22 de março de 1953) foi um matemático alemão.
Herglotz estudou matemática e astronomia a partir de 1899 na Universidade de Viena, onde foi dentre outros foi aluno de Ludwig Boltzmann. Durante a época de estudante foi amigo próximo de Paul Ehrenfest, Hans Hahn e Heinrich Tietze. Em 1900 foi para Munique, onde obteve um doutorado em astronomia em 1902, orientado por Hugo von Seeliger. Foi depois para Göttingen, onde obteve a habilitação em 1904 com Felix Klein onde foi em 1904 Privatdozent de astronomia e matemática e em 1907 professor extraordinário. Na sua época em Göttingen começou a se interessar pela teoria dos terremotos, e em trabalho conjunto com Emil Wiechert, que na época foi responsável por tornar Göttingen em um centro e pesquisas sobre terremotos, desenvolveu o método de Wiechert-Herglotz-Methode para determinação da distribuição de velocidades no interior da terra mediante o conhecimento do tempo de transcurso das ondas sísmicas (um problema inverso). Herglotz resolveu assim uma equação integral especial (do tipo de Abel). Em 1908 foi professor extraordinário em Viena, mas seguindo já em 1909 como professor ordinário para Leipzig, onde foi em 1914 membro da Academia de Ciências da Saxônia. De 1925 até aposentar-se em 1947 esteve novamente em Göttingen, sucessor de Carl Runge na cátedra de matemática aplicada. Em 1925 foi membro correspondente e em 1927 membro ordinário da Academia de Ciências de Göttingen.